# 난임치료휴가
난임치료휴가는 대한민국 정부가 저출산 극복 및 일·가정 양립을 위해 도입한 제도로, 근로자가 난임 치료를 목적으로 사용하는 법정 휴가이다.
이 제도는 2018년 「남녀고용평등법」 개정으로 도입되었으며, 2025년부터는 연 최대 6일(유급 3일, 무급 3일)까지 사용할 수 있다.  중소기업의 경우 유급 3일 중 2일은 정부가 사업주에게 인건비를 지원한다.  휴가는 난임 진단, 인공수정, 체외수정 등의 사유로 사용할 수 있으며, 사업주는 정당한 사유 없이 이를 거부할 수 없다.

## 신청 방법
- 사업주에게 휴가 신청서 제출
- 병원 진단서 등 증빙자료 첨부 필요
- 정부 지원금 신청은 고용노동부 및 근로복지공단을 통해 가능

## 지원 내용
- 연 최대 6일 (유급 3일 + 무급 3일)
- 유급 2일분은 정부에서 인건비 지원 (중소기업 대상)

## 비밀보장 및 법적 보호
- 사업주는 신청 사실을 외부에 유출하거나 차별해서는 안 됨
- 위반 시 과태료 또는 형사처벌 대상

## 관련 링크
- 고용노동부
- 근로복지공단
- 허니팁매거진 상세 정리글

## 같이 보기
- 출산휴가
- 육아휴직
- 임신기 근로시간 단축제